# Херувим (Джерманович)
Епи́скоп Херуви́м (в миру Витомир Джерманович, серб. Витомир Ђермановић; 30 июля 1987, Вуковар) — епископ Сербской православной церкви, епископ Осечко-Польский и Бараньский.

## Биография
Родился 30 июля 1987 года в городе Вуковар, Хорватия, которая в то время была в составе Югославии, в семье Душана Джермановича и Милицы (урождённой Йовкович).
По окончании основной школы в родном городе, поступил в Семинарию трёх святителей в Монастыре Крка, в числе второго набора воспитанников после восстановления данной семинарии. Окончил данную семинарию в 2006 году и поступил на Богословский факультет в Белграде. Одновременно с богословием, обучался на отделении сербского языка и литературы на Филологическом факультете.
30 января 2009 года был избран председателем созданной тогда же ассоциации «Захария Орфелин».
В период обучения решил посвятить себя монашеству, которое пожелал принять в полюбившейся ему Кркской обители. 14 ноября 2009 года в Монастыре Крка епископом Далматинским Фотием (Сладоевичем) был пострижен в малую схиму с наречением имени Херувим в честь старца Херувима, первого игумена Кркской обители. 21 ноября того же года в Монастыре Крка епископом Фотием был рукоположён в сан иеродиакона.
28 июня 2010 года в монастыре святой Лазарицы епископом Фотием был рукоположён в сан иеромонаха.
В 2010—2011 учебном году был назначен профессором Семинарии трёх святителей, где также исполнял послушания заведующего интернатом, главного воспитателя, библиотекаря и духовника семинарии. В 2011 году успешно окончил Белградский богословский факультет.
10 марта 2011 года епископом Фотием назначен и. о. настоятеля новоучреждённого монастыря святой Недели в Очестове. В период его пребывания там, в обители собралась братия жившая напряжённой богослужебной жизнью, успешно пошли работы по ремонту монастырского комплекса и упрочению хозяйства.
Среди других мероприятий в Далматинской епархии, в течение многих лет принимал активное участие создании передачи «Reč Pravoslavlja» (Слово Православия) на радио Книн.
В 2017 году епископом Бачским Иринеем (Буловичем), временно управлявшим Осиечкопольской епархией, был принят в клир последней. 1 октября 2017 года был назначен настоятелем Успенского монастыря в Дальской Планине.
9 мая 2018 года решением Архиерейского Собора Сербской православной церкви избран епископом Осечко-Польским и Бараньским.
10 июня того же года в соборном храме великомученика Димития в Дале состоялась его архиерейская хиротония, которую совершили: Патриарх Сербский Ириней, митрополит Черногорско-Приморский Амфилохий (Радович), митрополит Загребско-Люблянский Порфирий (Перич), епископ Будимский Лукиан (Пантелич), епископ Бачский Ириней (Булович), епископ Враньский Пахомий (Гачич), епископ Шумадийский Иоанн (Младенович), епископ Браничевский Игнатий (Мидич), епископ Зворничско-Тузланский Фотий (Сладоевич), епископ Горнокарловацкий Герасим (Попович), епископ Славонский Иоанн (Чулибрк), епископ Бихачско-Петровачский Сергий (Каранович) и епископ Далматинский Никодим (Косович).